# José de Meneses de Brito
 José de Meneses de Brito  (Ilha Terceira, Açores, Portugal, 29 de Dezembro de 1836 —?) foi um padre e jornalista português.

## Biografia
O padre José de Meneses de Brito, foi recebedor no concelho da então Vila da Praia da Vitória, na ilha Terceira, onde fundou o jornal praiense "Onze de Agosto", e mais tarde os jornais "O Praiense", "Eco Praiense2 e "O Jornal da Praia".
Foi capelão da igreja da Misericórdia daquela cidade.
Em 30 de Outubro de 1873 foi-lhe passado o passaporte nº 733, tinha ele 36 anos de idade, com destino ao Rio de Janeiro, Brasil.